# Acanthocereus tetragonus
Acanthocereus tetragonus ist eine Pflanzenart in der Gattung Acanthocereus aus der Familie der Kakteengewächse (Cactaceae). Das Artepitheton tetragonus leitet sich von den griechischen Worten tetra- für ‚vier‘ ab und gonia für ‚Kante‘ ab und verweist auf die meist vierkantigen Triebe der Art. Trivialnamen sind „Barbed-Wire Cactus“, „Chaco“, „Nun-Tsusuy“ und „Órgano“.

## Beschreibung
Acanthocereus tetragonus wächst säulig bis anlehnend-kletternd, ist sehr variabel und erreicht Wuchshöhen von 2 bis 7 Metern. Gelegentlich wird ein Stamm von bis 50 Zentimeter Durchmesser ausgebildet. Die dunkelgrünen, drei- bis fünfkantigen Triebe weisen Durchmesser von 6 bis 8 Zentimeter auf. Ihre Ränder sind seicht wellig. Die grauen Areolen stehen 2 bis 3 Zentimeter voneinander entfernt. Die nadeligen bis pfriemlichen, sehr variablen Dornen sind braun und vergrauen im Alter. Die ein bis zwei Mitteldornen sind bis 4 Zentimeter, die sechs bis acht (manchmal mehr) Randdornen bis 2,5 Zentimeter lang
Die Blüten haben eine Länge von 14 bis 20 Zentimetern. Ihr Perikarpell und die Blütenröhre sind mit auffälligen braun bewollten, bedornten Areolen besetzt. Die länglichen, roten Früchte sind essbar.

## Verbreitung, Systematik und Gefährdung
Das Verbreitungsgebiet von Acanthocereus tetragonus erstreckt sich von Florida in den Vereinigten Staaten bis Mexiko, umfasst ganz Mittelamerika einschließlich der Karibik und reicht bis nach Venezuela.
Die Erstbeschreibung als Cactus tetragonus wurde 1753 durch Carl von Linné in Species Plantarum veröffentlicht. Pieter Wagenaar Hummelinck stellte die Art 1938 in die Gattung Acanthocereus. Ein weiteres nomenklatorisches Synonym ist Cereus tetragonus (L.) Mill. (1768).
In der Roten Liste gefährdeter Arten der IUCN wird die Art als „Least Concern (LC)“, d. h. als nicht gefährdet geführt.

## Nachweise